# Gliese 581 f
Gliese 581 f – niepotwierdzona planeta pozasłoneczna okrążająca czerwonego karła, gwiazdę Gliese 581 w gwiazdozbiorze Wagi. Jej odkrycie zostało ogłoszone 29 września 2010 roku, równocześnie z odkryciem planety Gliese 581 g. Jednak kolejne obserwacje wykonane za pomocą spektrometru HARPS przez inny zespół naukowców podają w wątpliwość istnienie obu tych planet.

## Charakterystyka
Planeta f jest szóstą w kolejności od gwiazdy planetą układu Gliese 581. Krąży poza ekosferą gwiazdy, na jej powierzchni woda może istnieć tylko w postaci lodu. Minimalna masa planety to ok. 7,3 masy Ziemi, co sugeruje, że planeta ma budowę skalistą, lub podobną do Neptuna (posiada płaszcz lodowy osłaniający skaliste jądro i gęstą atmosferę).